# غزو أوغندا 1972

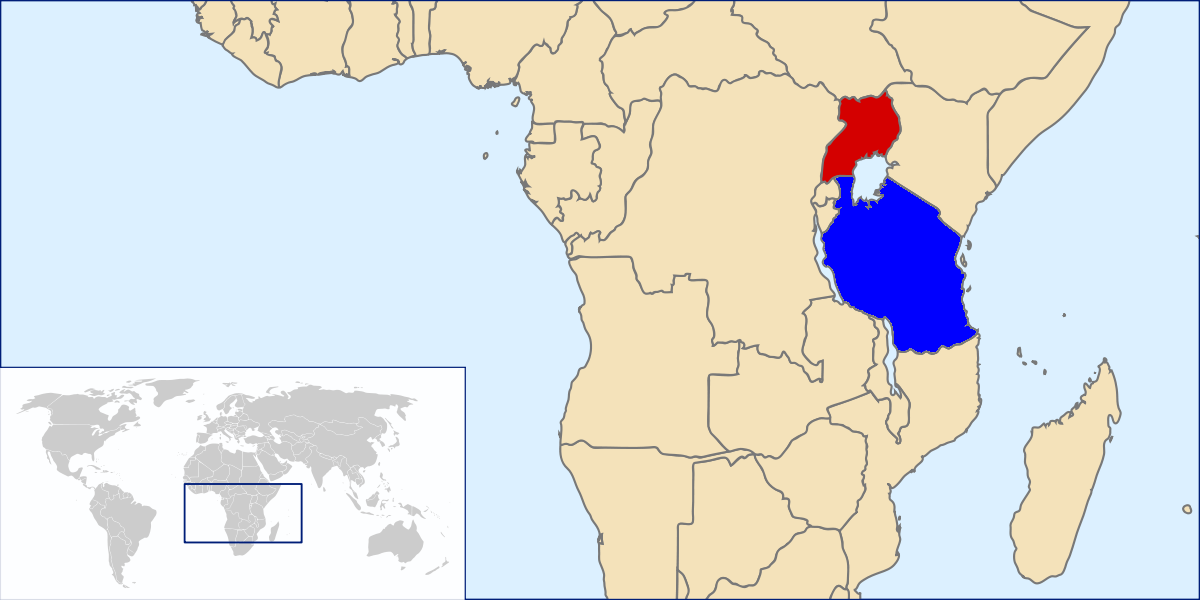
صورة لدولة أوغندا و تنزانيا، مفتاح الخريطة، الأحمر أوغندا، الأزرق تنزانيا.

غزو أوغندا عام 1972 هو محاولة مسلحة نفذها متمردون أوغنديون مدعومون من تنزانيا للإطاحة بنظام عيدي أمين. بأوامر من الرئيس الأوغندي السابق ميلتون أوبوتي، شن المتمردون الأوغنديون غزوًا لجنوب أوغندا بدعم تنزاني محدود في سبتمبر 1972. تألفت القوة المتمردة بمعظمها من الجيش الشعبي التي كانت قواتها موالية بصورة رئيسية لأوبوتي، ولكن تضمنت أيضًا مليشيات بقيادة يويري موسيفيني. تعرضت العملية لمشاكل من البداية، إذ أحبِطت غارة مخططة لقوات الكوماندوس، وحُذر أمين من الغزو الوشيك وافتقد المتمردون للأعداد الكبيرة والتدريب والتجهيزات. بصرف النظر، احتلت المليشيات عدة قرى جنوب أوغندا في بداية الغزو. ومع ذلك، لم يندلع أي احتجاج شعبي مثلما كان يأمل أوبوتي.
دون دعم شعبي وقلة الأعداد والأسلحة، هُزم المتمردون في غضون ساعات على أيدي الموالين لعيدي أمين. قُتل معظم المتمردين أو قُبض عليهم، بينما هرب البقية بفوضى إلى تنزانيا. معززةً بقوات من حلفائها الليبيين ومنظمة التحرير الفلسطينية، شنت القوات الأمنية الأوغندية عمليات لملاحقة وتدمير المتمردين المعزولين، بينما شنت عمليات تطهير سياسية ضد الموالين المحتملين لأوبوتي. في ذلك الوقت، أمر أمين قواته الجوية بالانتقام من خلال الإغارة على تنزانيا، ما دفع تنزانيا إلى تعبئة جيشها على طول الحدود. قبل أن يتصاعد الصراع إلى حرب شاملة بين أوغندا وتنزانيا، وافقت الدولتان على وقت إطلاق النار بوساطة صومالية وصادقت الدولتان على معاهدة لنزع فتيل التوتر. بعيدًا عن ذلك، أساء الصراع إلى العلاقات الأوغندية التنزانية المتوترة أساسًا وساهم في نهاية المطاف في الحرب الأوغندية التنزانية.

## خلفية
في عام 1971، أطاح انقلاب عسكري بالرئيس الأوغندي ميلتون أوبوتي. نصب العقيد عيدي أمين نفسه رئيسًا جديدًا لأوغندا وحكم البلاد بدكتاتورية قمعية. ومع ذلك، رحب الكثير من الأوغنديين بهذه الإطاحة، إذ أصبح أوبوتي غير محبوب بين قطاعات كبيرة من سكان البلاد وقدم أمين نفسه بصفته مصلحًا. أطلق سراح عدد من رموز المعارضة الذين سجنهم أوبوتي بما في ذلك شابان أوبولوت وغريس إيبينغيرا وبيندكتو كيوانوكا. نتج عن الانقلاب تدهور العلاقات مع الجارة تنزانيا، إذ حجب الرئيس التنزاني جوليوس نيريري الاعتراف الدبلوماسي بالحكومة الجديدة وعرض اللجوء على أوبوتي ومناصريه. بعد الانقلاب، أطلق أمين عمليات تطهير لأعدائه ومكّن تابعيه لتوطيد نظامه. كان جيش البلاد المعروف رسميًا بالجيش الأوغندي أكثر المتأثرين بهذا التطور. قُتلت أغلب قيادات الجيش أو نُفيت، بينما وُظف الأعضاء المنتمون لمجموعات إثنية ودينية مناصرة لأمين وحصلوا على ترقيات جماعية. هرب العديد من الجنود ورموز المعارضة الذين استهدفتهم عمليات التطهير إلى المنفى. أنشأوا معسكرات تدريب ونظموا مجموعات مليشيات في السودان وتنزانيا. عارض الرئيس السوداني جعفر النميري أمين بسبب مناصرة أمين للمتمردين السودانيين المعروفين بأنيانيا، بينما كان الرئيس التنزاني نيريري على علاقة وثيقة مع أوبوتي ودعم توجهه الاشتراكي.
نتيجة لذلك، أصبحت العلاقات بين أوغندا وتنزانيا متوترة جدًا. غالبًا ما استنكر نيريري نظام أمين، وأطلق أمين تهديدات متكررة لغزو تنزانيا. تعقّد الوضع أكثر بسبب النزاع الحدودي، إذ ادعت أوغندا أن كاغيرا سالينت وهي امتداد أراضي على مساحة 1900 كيلومتر مربع بين الحدود الرسمية ونهر كاغيرا تقع على بعد 29 كيلومتر إلى الجنوب، يجب أن تكون تحت السيادة الأوغندية، ليكون النهر حدودًا طبيعية للبلاد. تفاوض المسؤولون الاستعماريون البريطانيون والألمان بالأساس حول الحدود قبل الحرب العالمية الأولى. إضافة لكاغيرا سالينت، كان أمين يأمل بامتلاك ممر نحو المحيط الهندي. وفقًا لذلك، فكر بخطط باحتلال شمال تنزانيا بما في ذلك مرفأ مدينة تانغا. بعد نزاع مسلح بين جنود البلدين على الحدود المشتركة بعد عدة شهور من الانقلاب، أصدر أمين قواعد الاشتباك التي تنص أن الجيش الأوغندي يحق له مهاجمة تنزانيا كرد انتقامي أو إذا أعطى هو أوامر للهجوم. بصرف النظر عن ذلك، بقي موقفه السياسي عدائيًا جدًا.
في ذات الوقت، تآمر المنفيون الأوغنديون للإطاحة بأمين بدعم تنزاني. كانت ميليشيا يويري موسيفيني التي لم تُسمَ بعد إحدى أوائل المجموعات التي تصرفت للإطاحة بأمين. تسللت إلى أوغندا وحاولت إنشاء قاعدة حرب عصابات في جبل إلغون عام 1971، لكن الميلشيا كُشفت واعتُقل أعضاؤها من قبل قوات الأمن. بعيدًا عن معارضته لأوبوتي وسياساته، قرر موسيفيني ومجموعة صغيرة من الرفاق لاحقًا التحالف مع الرئيس السابق، إذ رأوا بأمين الخطر الأكبر. بمرور الوقت، عانى تحالف أوبوتي من المتمردين من عدد من النكسات. خطط أوبوتي أساسًا لغزوات متزامنة من السودان وتنزانيا تحدث في أغسطس 1971، لكن عمليته ألغيت بسبب خوف نيريري من الدعم البريطاني والإسرائيلي لأمين وشكوك القيادة العليا لقوات الدفاع التنزانية الشعبية من فرص العملية بالنجاح والعداوات بين المتمردين.
في بداية عام 1972، نُقل عن طلب أمين المساعدة الإسرائيلية لغزو تنزانيا. عندما رفضت الحكومة الإسرائيلية توفير السلاح لهذه الخطة، استجاب أمين بقطع العلاقات الدبلوماسية مع إسرائيل والتحالف مع القوات المناهضة لإسرائيل مثل ليبيا بقيادة معمر القذافي ومنظمة التحرير الفلسطينية. أوقف أمين أيضًا مساعدة متمردي أنيانيا ووقع اتفاقية مع السودان بعد طرد السودان لمعظم المتمردين الأوغنديين من أراضيها. كان يجب إخلاء الموالين لأوبوتي الموجودين في السودان عبر كينيا إلى تنزانيا؛ في طريق الإخلاء مات الكثير منهم. انضم الناجون إلى بضع مئات المتمركزين أساسًا في كيغوا في منطقة تابورا. بقي قليل من المتمردين في جنوب السودان وحاولوا غزو أوغندا في أبريل 1972. سُحقت العملية بسهولة من قبل الجيش الأوغندي. في أغسطس 1972، أمر أمين بطرد الآسيويين من أوغندا مصادرًا ثرواتهم وادعى أنه سيعيد توزيعها على الأوغنديين. حظيت هذه الحركة بشعبية محلية كبيرة، وشتت أذهان السكان المحليين عن الأزمة الاقتصادية الجارية. كان هناك مخاوف متزايدة بين صفوف المتمردين والحكومة التنزانية أن تأخير غزو المتمردين الكبير سيزيد من فرص فشله، بينما علم نيريري أن أوغندا انضمت لمؤامرة دولية للإطاحة به. نتيجة لذلك، وقع الرئيس التنزاني على غزو المتمردين لأوغندا في الخامس عشر من سبتمبر 1972. في ذلك الوقت، جمع أوبوتي قوة مكونة من 1300 من الجنود السابقين الذين فروا إلى المنفى. عُرف أنصاره بجبهة التحرير الشعبية الأوغندية.

## تمهيد
اكتملت خطة أوبوتي للغزو في العاشر من سبتمبر؛ أولًا «يستعير» المتمردون طائرة تابعة للخطوط الإفريقية من طراز مكدونيل دوغلاس دي سي-9 ويستخدمونها لنقل 80 من قوات الكوماندوس إلى مطار إنتيبي. يستولي أولئك المتمردون على المطار ويزحفون نحو كامبالا، ويسيطرون على محطة الإذاعة فيها لبث بيان مُسجل لأوبوتي. كان الرئيس السابق يأمل أن تشعل هذه الحركة تمردًا بين المدنيين والجنود. في تلك الأثناء، يعبر فريقان هجوميان من المتمردين الحدود من تنزانيا ويهاجمون القرى المهمة في مبارارا وماساكا جنوب أوغندا. بعد تأمين تلك القرى، تندفع القوات البرية للمتمردين نحو كامبالا وموبيندي وفورت بورتال. يهاجم الفريق الغربي الذي يستهدف مبارارا من معسكر المتمردين في كيغوي بينما يبدأ الفريق المهاجم لماساكا من معسكر المتمردين في هانديني. ادعت صوت أوغندا وهي الصحيفة الرسمية الأوغندية أن مدير المخابرات التنزانية لورنس غاما كان متورطًا في تخطيط الغزو.